# Henry Felix Kaiser
Henry Felix Kaiser (* 7. Juni 1927 in Morristown, New Jersey; † 14. Januar 1992 in Berkeley, Kalifornien) war ein Psychologe und Pädagoge, der auf den Gebieten der Psychometrie und statistischen Psychologie wirkte. Er entwickelte Ende der 1950er Jahre das Varimax-Verfahren zur Faktorenanalyse.

## Leben und Werk
Kaiser studierte mit Unterbrechung durch den Militärdienst Psychologie an der University of California, wo er 1956 schließlich den Ph. D. mit den Schwerpunkten psychological and educational statistics (engl. f. Psychologische und Pädagogische Statistik) erwarb. 1957 würde er zum Assistant Professor an der University of Illinois berufen, wo er 1962 Professor wurde. 1965 ging er an die Universität von Wisconsin, als Professor für Pädagogische Psychologie. 1968 erhielt er einen Ruf nach Berkeley, an die University of California, den er annahm und wo er 1984 emeritierte.
Kaiser lieferte grundlegende Beiträge zur Psychometrie und zur statistischen Psychologie. Seine Beiträge zur Faktorenanalyse waren zentral. Kaiser war Präsident der Psychometric Society und der Society for Multivariate Experimental Psychology und Herausgeber der Zeitschrift Multivariate Behavioral Research.
Kaiser war verheiratet und hatte zwei Söhne und eine Tochter.

## Veröffentlichungen
Henry Kaiser: The varimax criterion for analytic rotation in factor analysis, Psychometrika, Springer, New York, Bd. 23 (3), September 1958